# STS-9
STS-9 fue la novena misión del programa STS y la sexta del transbordador Columbia. Fue el último vuelo del Columbia hasta la misión STS-61-C de enero de 1986. Estuvo enteramente dedicado a la puesta en órbita del proyecto Spacelab.

## Tripulación
- John Young (6) - Comandante
- Brewster Shaw (1) - Piloto
- Owen Garriott (2) - Especialista de misión
- Robert A. Parker (1) - Especialista de misión
- Ulf Merbold (1) -  Especialista de carga -  ESA
- Byron Lichtenberg (1) - Especialista de carga

Entre paréntesis número de vuelos realizados incluido el STS-9. 

## Parámetros de la misión
- Masa:
  - Orbitador al despegue: 112,318 kg
  - Orbitador al aterrizaje: 99,800 kg
  - Carga: 15,088 kg
- Perigeo: 241 km
- Apogeo: 254 km
- Inclinación: 57°
- Periodo: 89.5 min